# Bettina Schmidt (Szenenbildnerin)

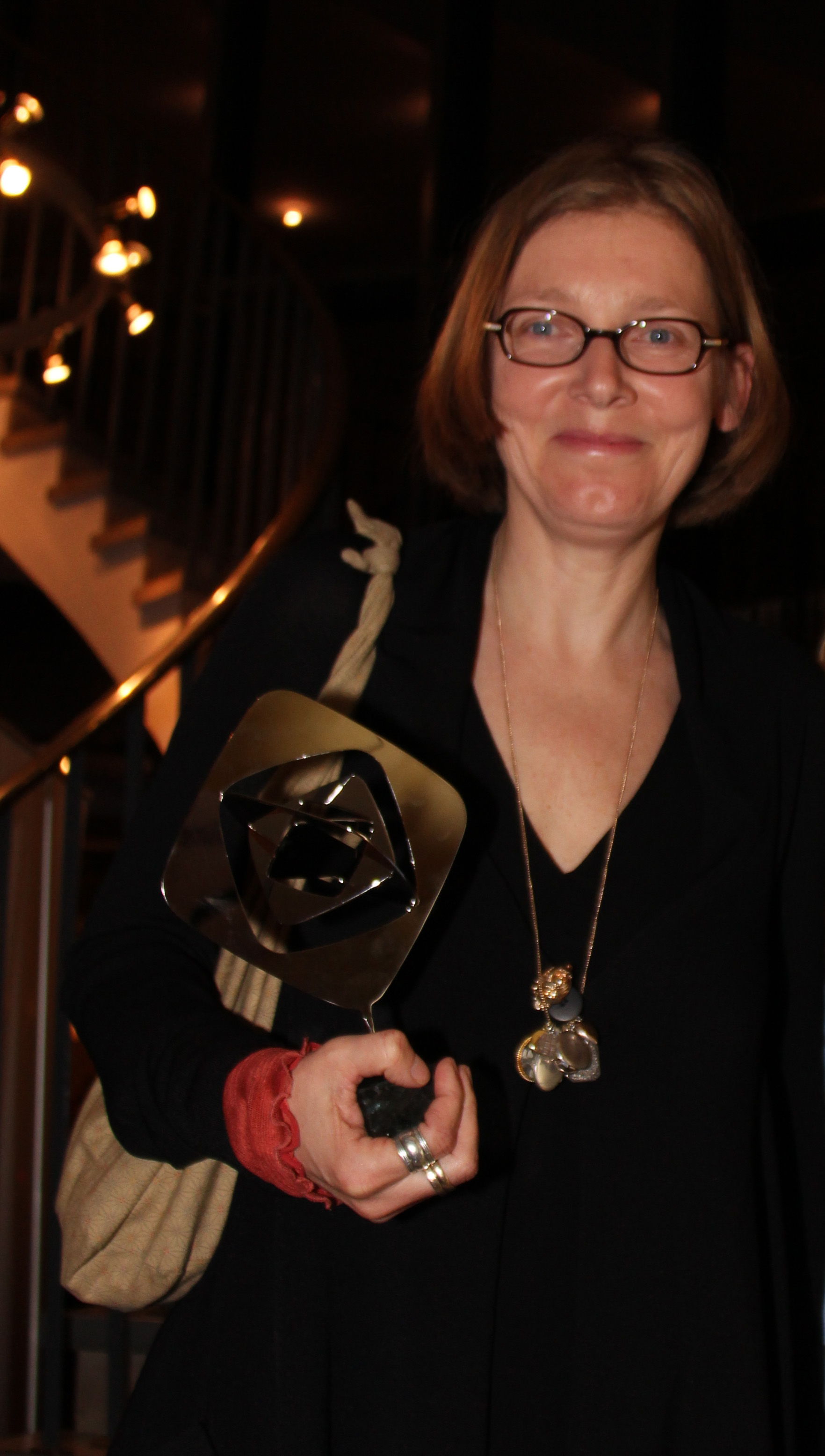
Grimme-Preisträgerin Bettina Schmidt bei der Verleihung 2011

Bettina Schmidt (* 13. April 1965 in Bamberg) ist eine deutsche Szenenbildnerin und Ausstatterin.

## Leben
Bettina Schmidt wurde in Bamberg geboren. Ihr Vater Peter Schmidt war Lehrer, ihre Mutter Annemarie gelernte Modistin. Sie wuchs zusammen mit ihrem drei Jahre älteren Bruder in Bamberg auf, wo sie auch am E.T.A. Hoffmann-Gymnasium Bamberg das Abitur ablegte. Neben der Schule besuchte sie zahlreiche Zeichenkurse bei dem Bamberger Kunstmaler Edgar Stengele. Dieser erkannte ihre Fähigkeiten und förderte ihre künstlerischen Ambitionen. Nach dem Abitur studierte Bettina Schmidt Bühnen- und Kostümbild am Mozarteum in Salzburg, das sie mit einem Magisterabschluss beendete.
Nach Assistenzen an diversen deutschen Bühnen absolvierte sie ein Szenenbildvolontariat beim WDR und arbeitete fortan auch für das Fernsehen (WDR, SDR, SWF). Ihre Schwerpunkte liegen neben Kino und Fernsehen im Studiobau und bei historischen Filmen. So war sie für eine Vielzahl von Ausstattungen für ARD-, ZDF- und RTL-Produktionen zuständig und arbeitete unter anderem auch mit Roland Suso Richter (Nichts als die Wahrheit, 1999; Der Tunnel, 2001), Fatih Akin (Solino, 2002) und Peter Greenaway (The Tulse Luper Suitcases, Part 1, 2003) zusammen.

## Auszeichnungen
- Deutscher Fernsehpreis 1999 für das beste Szenenbild in Die Bubi-Scholz-Story (ARD/WDR, 1998).
- Adolf-Grimme-Preis 2007 für das Szenenbild im Fernsehfilm Teufelsbraten und 2011 für Neue Vahr Süd.